# Vaskút
Vaskút is een plaats (község) en gemeente in het Hongaarse comitaat Bács-Kiskun. Vaskút telt 3654 inwoners (2002).